# Château d'Elbasan
 (septembre 2023).
La citadelle d'Elbasan est une forteresse albanaise, située dans la ville d'Elbasan, au centre de l'Albanie.
La forteresse a été utilisée contre les Ottomans. Elle fut une base stratégique contre l’empire turc de Mehmet II et causa de lourdes pertes chez les assiégeants.

## Histoire
L’enceinte a été construite sous l’empereur Dioclétien (305/258) sur le modèle des camps militaires romains de forme orthogonale (308 × 348 m). Ce camp a constitué le périmètre de construction de la ville de Skampis (Elbasan). 
En observant la citadelle, on peut voir les différentes périodes de construction : la fin de la période romaine, le début de la période byzantine et la période ottomane. Il y a deux types d’entrée dans le château. Toutes deux abritent une cour intérieure. À l’est, La porte est faite de deux portes (intérieure et extérieure) de 3 × 10 m. Au sud, l’entrée se fait par une tour de deux portes de 3,60 m de largeur. À l’intérieur de la citadelle se trouve une basilique, située dans la partie sud-ouest de l’enceinte. La basilique, de l’époque paléo-chrétienne, a une forme tétragonale.
L’intérieur de la citadelle est construit et habité et est représentatif de l’architecture balkanique mais également italienne.

## Source
- (en) Cet article est partiellement ou en totalité issu de l’article de Wikipédia en anglais intitulé « Elbasan Castle » (voir la liste des auteurs).